# Semka Sokolović-Bertok
Semka Sokolović-Bertok (* 22. Dezember 1935 in Sarajevo; † 4. März 2008 in Zagreb) war eine jugoslawische bzw. kroatische Schauspielerin.

## Leben
Neben ihrer Tätigkeit an einem Theater in Zagreb wurde sie durch zahlreiche Filmrollen bekannt. Unter anderem wirkte sie 1967 in dem Fernsehfilm Kineski zid (einer Verfilmung von Max Frischs Theaterstück Die Chinesische Mauer) mit. Ebenfalls eine Nebenrolle spielte sie in La Corta notte delle bambole di vetro (1971, Regie: Aldo Lado, deutscher Titel: Todessyndrom), in dem Ingrid Thulin und Mario Adorf die Hauptrollen spielten.
In dem Fernseh-Mehrteiler Roko i Cicibela (Roko und Cicibela, 1978, Regie: Stipe Delić) spielte sie die weibliche Hauptrolle. Eine der Hauptrollen (als Schuldirektorin) spielte sie in dem satirischen Film Majstori, majstori! (1980, Regie: Goran Marković). In den Kinos im deutschsprachigen Raum war sie zuletzt in dem Film Esmas Geheimnis – Grbavica (2006, Regie: Jasmila Žbanić) zu sehen.
In ihrer Jugend hatte Semka Sokolović-Bertok erfolgreich an Schach-Turnieren auf Republiksebene (Kroatien) teilgenommen, sie wurde achtfache kroatische Schachmeisterin. Verheiratet war sie mit Mario Bertok, einem Internationalen Meister im Schachspiel.